# Ville Kantee
Ville Valtteri Kantee, finski smučarski skakalec, * 8. december 1978, Joutseno, Finska.  

## Kariera
Z smučarskimi skoki se je začel ukvarjati pri 8. letih.
Prvič je v svetovnem pokalu nastopil v sezoni 1995/96 v  Lillehammerju. Ima 2 zmagi za svetovni pokal ter še eno drugi in eno tretje mesto. Na svetovnem prvenstvu v  Lahtiju leta 2001 je s finsko ekipo osvojil srebrni medalji tako na veliki kot mali skakalnici. V skupnem seštevku svetovnega pokala v sezoni 1999/00 je končal na 6. mestu.   
Ville Kantee je imel v karieri veliko težav s hrbtom, zato je leta 2004 končal kariero.

## Dosežki

### Zmage
Ville Kantee ima v svetovnem pokalu 2 zmagi:
| Sezona  | Država/Prizorišče |
| ------- | ----------------- |
| 1999/00 | Kuopio            |
| 2000/01 | Willingen         |